# Edsvalla Övre bruket
Edsvalla Övre bruket – miejscowość (tätort) w Szwecji, w regionie administracyjnym (län) Värmland, w gminie Karlstad.
Według danych Szwedzkiego Urzędu Statystycznego liczba ludności wyniosła: 237 (31 grudnia 2015), 251 (31 grudnia 2018) i 261 (31 grudnia 2019).